# Valérien Zoubov
Pour les articles homonymes, voir Zoubov.
Pour les autres membres de la famille, voir famille Zoubov.
Valérien Zoubov (1771 - 1804), frère cadet de Platon Zoubov, est réputé parmi ses contemporains comme étant le plus bel homme en Russie. La légende raconte qu'il a flirté en secret de son frère, avec Catherine II de Russie.

## Biographie
Il entra fort jeune dans la carrière des armes, où il serait probablement resté dans les grades subalternes si la faveur de son frère n'était venue lui ouvrir le chemin des honneurs et de la fortune. Traité par Catherine avec la même largesse que Platon, et n'étant ni moins bien fait, ni moins séduisant que son frère, il parut mériter tous ces avantages par des services et un dévouement du même genre. 
Il était déjà lieutenant-général en 1794. Pendant sa carrière, il est adulé en tant que héros militaire d'une incroyable bravoure. Il est nommé général en chef et est envoyé en Pologne pour combattre les rebelles, où il est dit qu'il traite effrontément les nobles polonais et leurs femmes de la plus pauvre des manières. Durant son séjour en Pologne, il se maria avec la comtesse Potocka et perdit une jambe emportée par un boulet au cours d'une bataille. Catherine lui envoya son propre chirurgien avec le cordon de Saint-André, cent mille roubles, et le grade de général en chef. 
Peu de temps après, elle lui donna le commandement de l'armée qu'elle envoya contre la Perse. Il avait alors 24 ans. Appelée l'expédition perse de 1796, cette expédition chimérique, organisée (certains diront manigancée) par les deux frères Zoubov, avait pour but la conquête de toute l'Asie jusqu'au Tibet, mais ce projet fut un échec. Valérien réussit à prendre peu de territoires au-delà de Derbent ; mais il ne put obtenir d'autres succès, et fut même battu auprès de cette ville ; enfin, ses troupes eurent également à souffrir de l'insalubrité du climat et de l'incapacité du général. 
Elles étaient depuis longtemps inactives au confluent de l'Araxe et de la Koura, lorsque Zoubov reçut la nouvelle de la mort de Catherine, et l'ordre de revenir en Russie. Son retour, cependant, a permis la création d'une ode magnifique du poète Derjavine, méditant sur la nature fluctuante et fugitive de la fortune et du succès. Craignant avec raison d'être destitué, il demanda sa retraite, et se rendit en Courlande, où il était propriétaire de la plupart des biens des anciens ducs. Revenu à Saint-Pétersbourg après l'avènement d'Alexandre, il mourut dans cette ville le 4 juillet 1804.

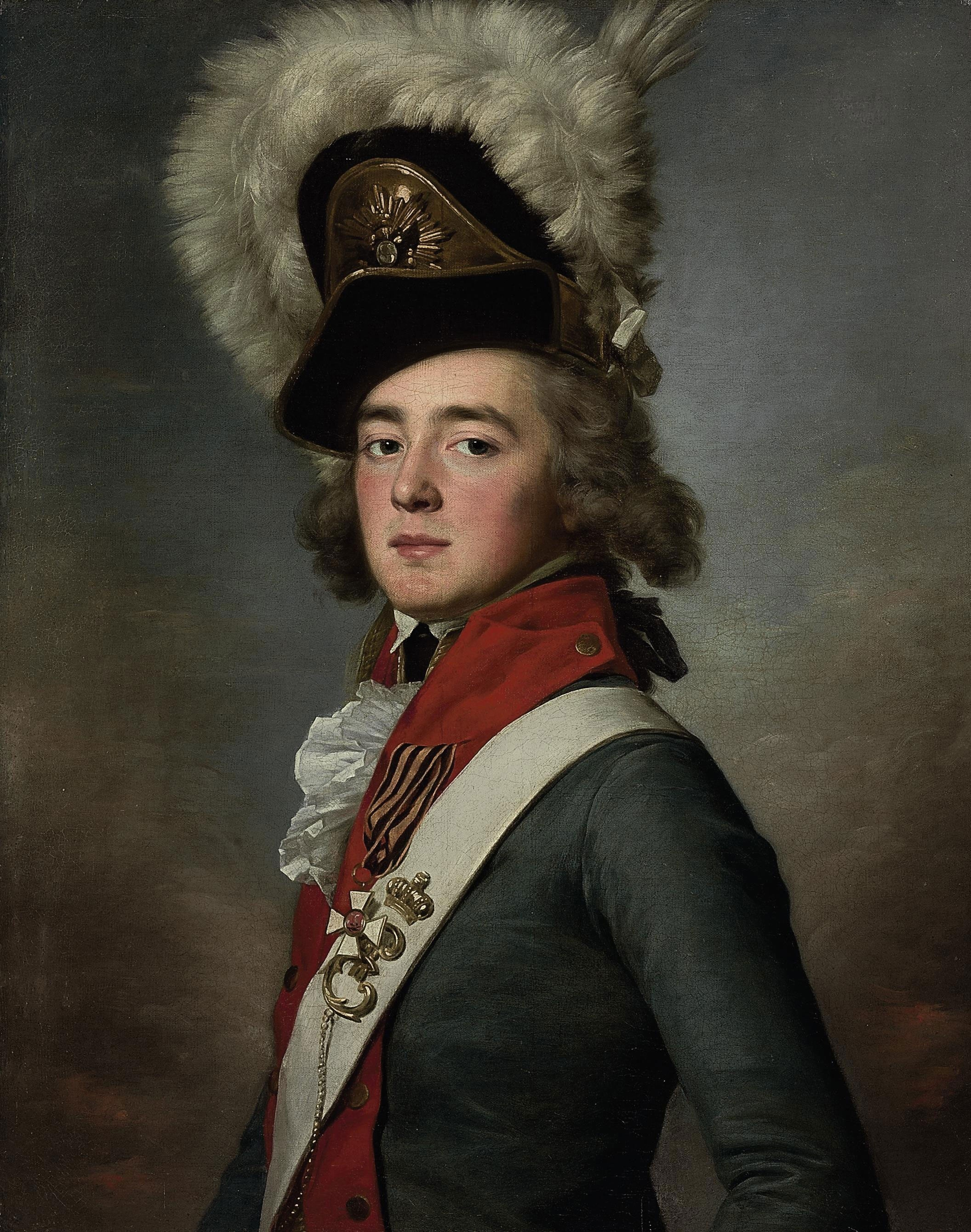
Valérien A. Zoubov par Jean-Louis Voille.

## Source partielle
« Valérien Zoubov », dans Louis-Gabriel Michaud, Biographie universelle ancienne et moderne : histoire par ordre alphabétique de la vie publique et privée de tous les hommes avec la collaboration de plus de 300 savants et littérateurs français ou étrangers, 2e édition, 1843-1865 [détail de l’édition]